# Lopezita
La lopezita és un mineral de la classe dels sulfats. Rep el seu nom de Emiliano López Saa (1871-1959), enginyer de mines xilè i col·leccionista de minerals associat amb la indústria minera xilena del nitrat.

## Característiques
La lopezita és un sulfat de fórmula química K₂[Cr₂O₇], dicromat de potassi. Cristal·litza en el sistema triclínic. Es troba en forma d'agregats similars a esferes, de fins a 1 mil·límetre. La seva duresa a l'escala de Mohs és 2,5. Segons la classificació de Nickel-Strunz, la lopezita pertany a «07.FD - Dicromats", sent l'única espècie que integra aquesta agrupació.

## Formació i jaciments
És un mineral secundari poc freqüent que es troba en cavitats en roques massives de nitrats. Sol trobar-se associada a altres minerals com: tarapacaïta, dietzeïta i ulexita. Va ser descoberta l'any 1937 a Huara, a la província d'El Tamarugal, a Tarapacá (Xile). També ha estat descrita a Trail (Colúmbia Britànica, Canadà), al dipòsit de Waterberg (Limpopo, Sud-àfrica) i a dues localitats més xilenes: Zapiga (Tarapacá) i Oficina Maria Elena (Antofagasta).